# Dolnja Lokvica
Dolnja Lokvica je naselje u slovenskoj Općini Metliki. Dolnja Lokvica se nalazi u pokrajini Dolenjskoj i statističkoj regiji Jugoistočnoj Sloveniji. 

## Stanovništvo
Prema popisu stanovništva iz 2002. godine naselje je imalo 64 stanovnika.